# Mike Boland (Eishockeyspieler, 1954)
Michael John „Mike“ Boland (* 29. Oktober 1954 in London, Ontario; † 8. Oktober 2017 in Amherst, New York, USA) war ein kanadischer Eishockeyspieler, der im Verlauf seiner aktiven Karriere zwischen 1971 und 1984 über 750 Spiele in den nordamerikanischen Minor Leagues American Hockey League (AHL), Central Hockey League (CHL) und International Hockey League (IHL) auf der Position des Verteidigers bestritten hat. Darüber hinaus absolvierte Boland, der den Spielertyp des Enforcers verkörperte, 23 Partien für die Kansas City Scouts und Buffalo Sabres in der National Hockey League (NHL). Sein Schwager Don Luce war ebenfalls professioneller Eishockeyspieler.

## Karriere
Boland verbrachte seine Juniorenzeit ab der Saison 1971/72 in der Ontario Hockey Association (OHA). Dort war der Verteidiger zunächst eine Spielzeit für die London Knights aktiv, die er allerdings verließ und im Sommer 1972 innerhalb der Liga zu den Sault Ste. Marie Greyhounds wechselte. Bei den Greyhounds bestritt Boland zwei Spielzeiten und wurde nach seinem letzten Jahr, in dem er in 50 Spielen insgesamt 67 Scorerpunkte gesammelt hatte, sowohl im NHL Amateur Draft 1974 in der siebten Runde an 110. Stelle von den Kansas City Scouts aus der National Hockey League (NHL) als auch im WHA Amateur Draft 1974 in der fünften Runde an 65. Position von den San Diego Mariners aus der World Hockey Association (WHA) ausgewählt.
In der Folge der Drafts unterzeichnete der Abwehrspieler im Sommer 1974 einen Vertrag bei den Kansas City Scouts, die erst zur Spielzeit 1974/75 in die NHL aufgenommen worden waren. Boland schaffte jedoch nicht den Sprung in den Kader des jungen Franchises, sondern lief stattdessen in den folgenden vier Jahren bis zum Sommer 1978 für deren Farmteams, die Port Huron Flags und Fort Wayne Komets, in der International Hockey League (IHL) auf. In diesem Zeitraum absolvierte er lediglich im März 1975 eine NHL-Partie für Kansas City. Sein auslaufender Vertrag wurde im Sommer 1978 nicht verlängert. Der Kanadier schloss sich daraufhin als Free Agent den Hershey Bears aus der American Hockey League (AHL) an, wurde nach guten Leistungen in der ersten Saisonhälfte aber Anfang Januar 1979 von deren NHL-Kooperationspartner Buffalo Sabres unter Vertrag genommen. Somit kam er im restlichen Verlauf des Spieljahres 1978/79 zu 22 Partien in der regulären Saison sowie drei weiteren in den Stanley-Cup-Playoffs 1979.
Mit dem Beginn der Saison 1979/80 kam der Defensivspieler nur noch für Buffalos neues Farmteam Rochester Americans in der AHL zu Einsätzen. Anschließend war er zwei Spielzeiten für die Salt Lake Golden Eagles in der Central Hockey League (CHL) aktiv, mit denen er im Jahr 1981 die Meisterschaft in Form des Adams Cup gewann. Nach weiteren Spieljahren bei den Hershey Bears in der AHL und den Fort Wayne Komets in der IHL beendete der 29-Jährige im Sommer 1984 seine aktive Karriere. Boland verstarb im Oktober 2017 wenige Wochen vor seinem 63. Geburtstag in Amherst im US-Bundesstaat New York nach längeren gesundheitlichen Problemen.

## Erfolge und Auszeichnungen
- 1981 Adams-Cup-Gewinn mit den Salt Lake Golden Eagles

## Karrierestatistik
(Legende zur Spielerstatistik: Sp oder GP = absolvierte Spiele; T oder G = erzielte Tore; V oder A = erzielte Assists; Pkt oder Pts = erzielte Scorerpunkte; SM oder PIM = erhaltene Strafminuten; +/− = Plus/Minus-Bilanz; PP = erzielte Überzahltore; SH = erzielte Unterzahltore; GW = erzielte Siegtore; 1 Play-downs/Relegation; Kursiv: Statistik nicht vollständig)